# Hyoseris radiata
Hyoseris radiata — вид квіткових рослин родини айстрові (Asteraceae).

## Опис
Багаторічна вічнозелена трав'яниста рослина, зазвичай деревна біля основи. Яйцеподібні листки зібрані в прикореневій розетці, перисті, різко зубчасті. Голови знаходяться на досить довгій прямій ніжці, квіти яскраво-жовті. Квітки язичкові всі. Сім'янки від 8,5 до 12 мм. Цвітіння і плодоношення з лютого по травень.

## Поширення
Батьківщина: Північна Африка: Алжир, Марокко, Туніс. Західна Азія: Туреччина. Європа: Франція, Монако, Греція, Іспанія, Гібралтар, Італія, колишня Югославія, Мальта.
Росте на пасовищах, полях і краях доріг, у тріщинах вапняку або мергелю на висотах до 1500 м біля узбережжя Середземного моря.

## Використання
Листя цієї рослини їстівне та є компонентом ісп. preboggion — суміші трав типової Лігурійської кухні.

## Галерея

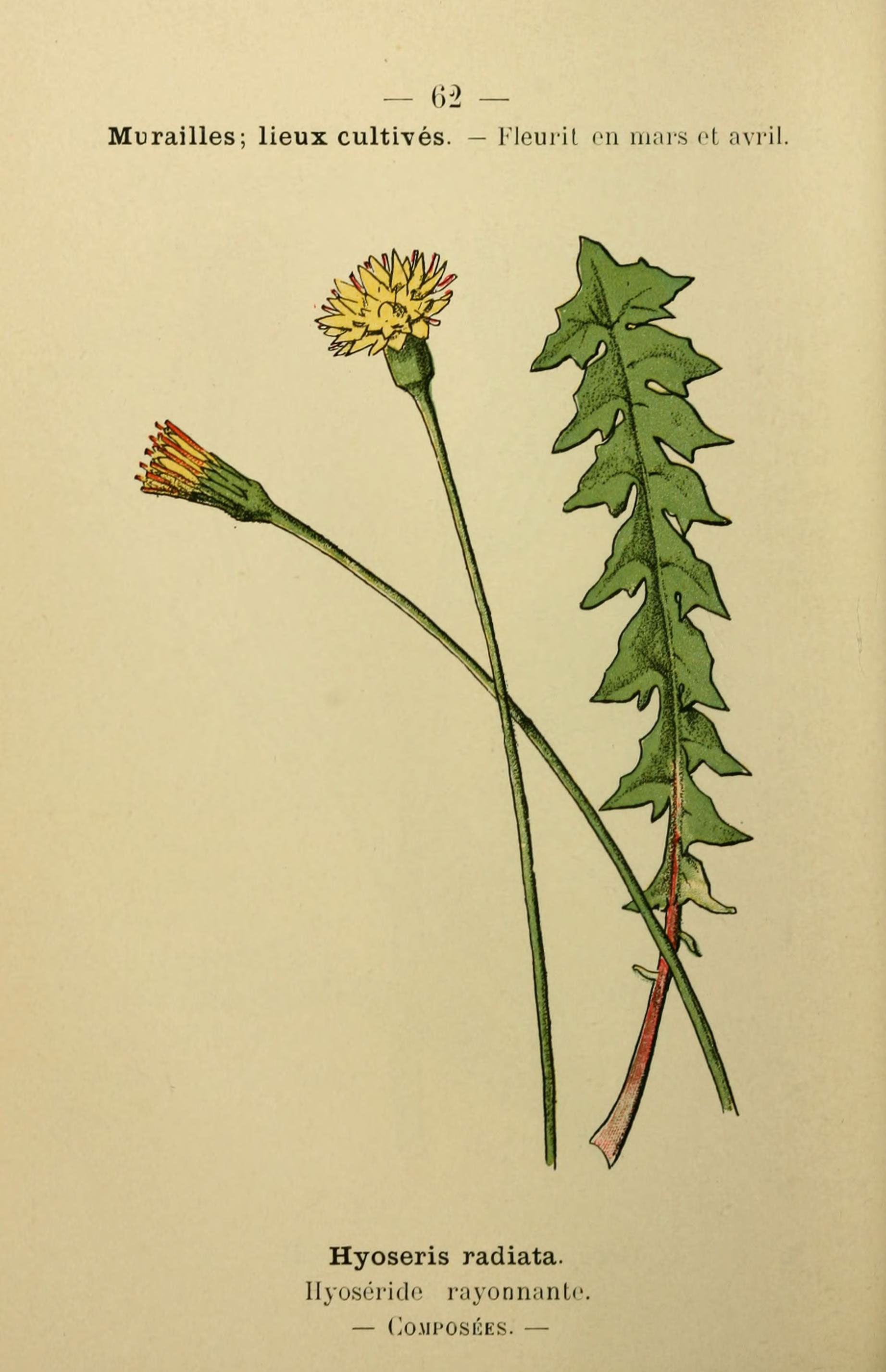

|  | Це незавершена стаття про айстрові. Ви можете допомогти проєкту, виправивши або дописавши її. |